# آختاچی مغان
آختاچی مغان (به ترکی آذربایجانی: Axtaçı Muğan) یک منطقه مسکونی در جمهوری آذربایجان است که در شهرستان صابرآباد واقع شده است. آختاچی مغان ۱۹۱۴ نفر جمعیت دارد.